# This Is Us
This Is Us este o serie americană de comedie-dramă cu elemente tragice create de Dan Fogelman care a avut premiera la NBC la 20 septembrie 2016.

## Distribuție
- Milo Ventimiglia - Jack Pearson
- Mandy Moore - Rebecca Pearson
- Sterling K. Brown - Randall Pearson
- Chrissy Metz - Kate Pearson
- Justin Hartley - Kevin Pearson
- Susan Kelechi Watson - Beth Pearson
- Chris Sullivan - Toby Damon
- Ron Cephas Jones - William "Shakespeare" Hill
- Jon Huertas - Miguel Rivas
- Alexandra Breckenridge - Sophie
- Eris Baker - Tess Pearson
- Faithe Herman - Annie Pearson
- Melanie Liburd - Zoe Baker
- Lyric Ross - Deja